# Communauté de communes Sud-Hérault
Die Communauté de communes Sud-Hérault ist ein französischer Gemeindeverband mit der Rechtsform einer Communauté de communes im Département Hérault in der Region Okzitanien. Sie wurde am 1. Januar 2014 gegründet und umfasst 17 Gemeinden. Der Verwaltungssitz befindet sich im Ort Puisserguier.

## Historische Entwicklung
Der Gemeindeverband entstand 2014 durch die Fusion der Vorgängerorganisationen
- Communauté de communes Canal-Lirou und
- Communauté de communes du Saint-Chinianais

Im Jahr 2015 wurde er von Communauté de communes Canal-Lirou Saint-Chinianais auf seine aktuelle Bezeichnung umbenannt.

## Mitgliedsgemeinden
| Gemeinde                           | Einwohner 1. Januar 2022 | Fläche km² | Dichte Einw./km² | Code INSEE | Postleitzahl |
| ---------------------------------- | ------------------------ | ---------- | ---------------- | ---------- | ------------ |
| Assignan                           | 168                      | 7,95       | 21               | 34015      | 34360        |
| Babeau-Bouldoux                    | 309                      | 21,40      | 14               | 34021      | 34360        |
| Capestang                          | 3.413                    | 39,56      | 86               | 34052      | 34310        |
| Cazedarnes                         | 640                      | 11,64      | 55               | 34065      | 34460        |
| Cébazan                            | 637                      | 13,03      | 49               | 34070      | 34360        |
| Cessenon-sur-Orb                   | 2.390                    | 37,29      | 64               | 34074      | 34460        |
| Creissan                           | 1.404                    | 8,89       | 158              | 34089      | 34370        |
| Cruzy                              | 954                      | 25,85      | 37               | 34092      | 34310        |
| Montels                            | 243                      | 7,30       | 33               | 34167      | 34310        |
| Montouliers                        | 232                      | 7,70       | 30               | 34170      | 34310        |
| Pierrerue                          | 293                      | 11,70      | 25               | 34201      | 34360        |
| Poilhes                            | 534                      | 5,95       | 90               | 34206      | 34310        |
| Prades-sur-Vernazobre              | 369                      | 19,98      | 18               | 34218      | 34360        |
| Puisserguier                       | 3.034                    | 28,27      | 107              | 34225      | 34620        |
| Quarante                           | 1.788                    | 30,05      | 60               | 34226      | 34310        |
| Saint-Chinian                      | 1.775                    | 23,29      | 76               | 34245      | 34360        |
| Villespassans                      | 186                      | 14,07      | 13               | 34339      | 34360        |
| Communauté de communes Sud-Hérault | 18.369                   | 313,92     | 59               | –          | –            |